# Lamotte-Brebière
Lamotte-Brebière – miejscowość i gmina we Francji, w regionie Hauts-de-France, w departamencie Somma.
Według danych na rok 1990 gminę zamieszkiwało 215 osób, a gęstość zaludnienia wynosiła 51 osób/km² (wśród 2293 gmin Pikardii Lamotte-Brebière plasuje się na 783. miejscu pod względem liczby ludności, natomiast pod względem powierzchni na miejscu 947.).